# 枚克敦
枚克敦（越南语：／；1853年—1930年），越南阮朝官員。

## 生平
枚克敦是承天府香茶縣安寧總金龍社（今屬承天順化省順化市香龍坊金龍村）人，嗣德六年（1853年）出生。建福元年（1884年），參加承天場鄉試，考中舉人。次年擔任翰林院典籍。後任編修，歷任都察院御史、肇豐知府。成泰十五年（1903年），升任慶和布政使。成泰十八年（1906年），升治平巡撫。維新三年（1909年），由侍郎銜治平巡撫升任禮部參知，並充任維新帝輔導大臣。維新八年（1914年），升任禮部尚書。次年（1915年）十二月，枚克敦長女枚氏鐄被選入維新帝後宮。維新十年（1916年）三月，阮廷冊封其女為二階妙妃。但第二個月，維新帝因為反抗法國而被廢除帝位。